# Francesco Domenico Falcucci
Francesco Domenico Falcucci (Rogliano, 4 settembre 1835 – Laerru, 10 settembre 1902) è stato uno scrittore e linguista italiano.

## Biografia
Nato nel 1835 nella frazione di Magna Soprana di Rogliano nella penisola di Capo Corso da una famiglia benestante di origine toscana, a sei anni si trasferì a Livorno dove studiò i primi anni con maestri privati e poi all'Istituto di San Sebastiano. Terminati gli studi superiori si iscrisse alla facoltà di diritto dell'Università di Pisa e poi all'Università di Siena e nel 1858 si laureò in giurisprudenza. Poliglotta oltre alla conoscenza della sua lingua nativa, il còrso conosceva fin dall'infanzia il francese e l'italiano ed aveva una conoscenza approfondita del latino, dell'inglese, del tedesco, dello spagnolo e del portoghese. 
A Pisa e a Siena venne influenzato dagli ideali risorgimentali, ma rimase sempre un liberale, vicino alle idee di cavouriano e antimazziniano e nel 1859 durante l'annessione del Granducato di Toscana al Regno di Sardegna si limitò a sostenere con un settimanale con alcuni articoli patriottici e a riunire i patrioti livornesi. 
Nel 1860 si arruolò nel III battaglione della Guardia nazionale toscana e partì per Milano e fece un discorso per i cittadini il 24 novembre dopo l'ex Presidente del consiglio sardo Massimo d'Azeglio.
Conobbe e divenne un caro amico del Tommaseo e fu suo amico fino alla morte, nel 1868 si candidò alle elezioni comunali a Livorno ma le perse, tuttavia entrò nella commissione per gli esami per le scuole comunali; cominciò quindi in quel periodo vari relazioni e articoli sulla scuola pubblica e sulla vicinanza del còrso al vernacolo toscano. 
Dopo aver perso le elezioni contro il conte Pietro Bastogi nel 1875 tornò nel suo paese natale e vi rimase per tre anni riprendendo lo studio dei dialetti còrsi, poi nel 1881 tornò a Livorno dove studiò per sette anni i dialetti còrsi per il suo libro Du dialecte, des moeurs et de la géographie de la Corse. Lexique comparé.
Ormai cieco visse a Rogliano fino al 1901, quando fu portato da una nipote con marito medico a Laerru in Sardegna dove morì dopo un anno.

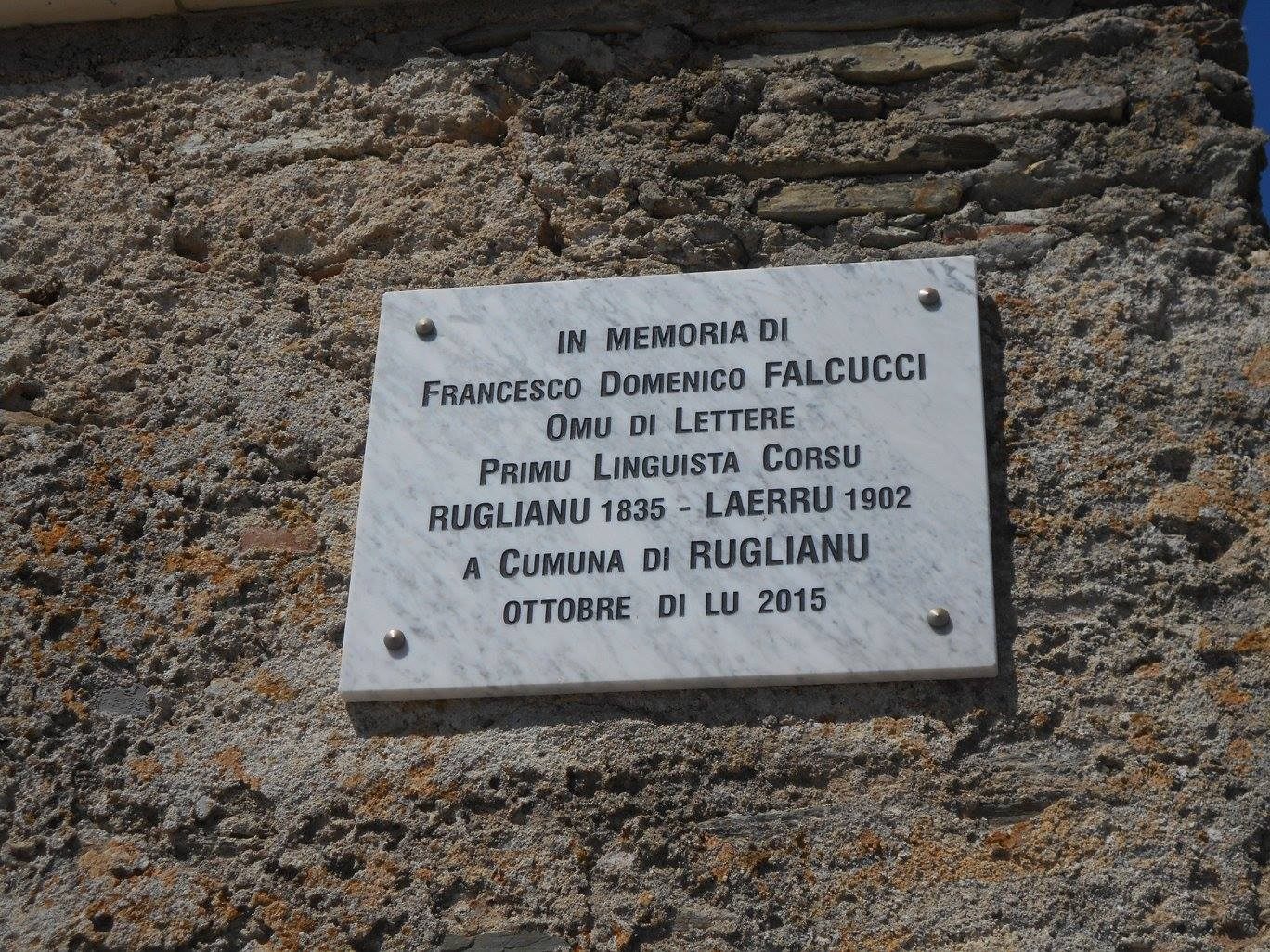
Targa dedicata a Francesco Domenico Falcucci nel suo paese natale